# Залізничник (фільм, 1965)
«Залізничник» (англ. The Railrodder) — канадська короткометражна кінокомедія Джеральда Поттертона 1965 року.

## Сюжет
Бастер Кітон вирушає в залізничну подорож по Канаді.

## У ролях
Бастер Кітон — чоловік